# Лауренбург
Лауренбург (њем. Laurenburg) општина је у њемачкој савезној држави Рајна-Палатинат. Једно је од 137 општинских средишта округа Рајн-Лан. Према процјени из 2010. у општини је живјело 298 становника. Посједује регионалну шифру (AGS) 7141077.

## Географски и демографски подаци
Лауренбург се налази у савезној држави Рајна-Палатинат у округу Рајн-Лан. Општина се налази на надморској висини од 100 метара. Површина општине износи 2,2 km². У самом мјесту је, према процјени из 2010. године, живјело 298 становника. Просјечна густина становништва износи 138 становника/km².